# Denis Londeix
Denis Londeix es un deportista francés que compitió en vela en la clase 470. Ganó una medalla de bronce en el Campeonato Mundial de 470 de 1970.

## Palmarés internacional
| Campeonato Mundial | Campeonato Mundial | Campeonato Mundial | Campeonato Mundial |
| Año                | Lugar              | Medalla            | Clase              |
| ------------------ | ------------------ | ------------------ | ------------------ |
| 1970               | Lacanau (Francia)  | Medalla de bronce  | 470                |